# Recurs d'empara
El recurs d'empara o acció d'empara, existent en determinats països i predominantment en els de parla castellana, és una acció constitucional que tutela els drets constitucionals del ciutadà i que reconeix i dicta un Tribunal Constitucional o Cort Suprema, complint una doble funció: de protecció al ciutadà en les seves garanties fonamentals i a la mateixa constitució en garantir la inviolabilitat dels seus preceptes ja sigui per normes generals que en siguin contràries o per actes d'autoritat que vulnerin el contingut o els drets fonamentals reconeguts en la constitució.
En general, l'empara és una acció judicial l'objectiu de la qual consisteix a protegir tots els drets diferents de la llibertat física o de moviments (ja que aquest es troben recollits en l'habeas corpus).
Així com l'habeas corpus garanteix l'exercici de la llibertat física i de moviments, l'empara tendeix a garantir qualsevol dels drets fonamentals. De manera que es pot recórrer a aquesta acció qui es vegi privat d'exercir qualsevol dels drets reconeguts expressa o implícitament per la Constitució o, en el seu cas, en tractats internacionals subscrits per l'Estat.
A Espanya, segons la Constitució Espanyola de 1978, el recurs d'empara pot ésser interposat per totes les persones físiques o jurídiques nacionals o estrangeres, de la mateix manera ho pot fer el Defensor del Poble en determinats supósits i el Ministeri Fiscal. El recurs s'ha d'interposar amb relació a la violació dels articles que van del 14 al 29 de la Constitució Espanyola, així com l'article 30.2 sobre la regulació de l'objecció de consciència.
És un recurs subsidiari que exigeix que, amb anterioritat, s'hagin esgotat totes les vies jurisdiccionals ordinàries abans d'acudir al Tribunal Constitucional. En el cas de la via judicial, n'hi ha prou amb la interposició prèvia del recurs de cassació.
Les sentències del Tribunal Constitucional espanyol que resolen respecte als recursos d'empara acostumen a limitar-se a reconèixer o no la lesió del dret al·legat i a disposar les mesures necessàries per a assegurar el seu compliment efectiu.
L'octubre del 2017 el Tribunal Constitucional espanyol va anunciar que suspenia un Ple programat del Parlament de Catalunya argumentant un recurs d'empara presentat pel PSC-PSOE.